# Leopoldo Palacios Morini
Leopoldo Palacios Morini (Oviedo, 29 de desembre de 1876 - 23 de desembre de 1952) fou un polític i jurista espanyol, acadèmic de la Reial Acadèmia de Ciències Morals i Polítiques.

## Biografia
Es va llicenciar en dret a la Universitat d'Oviedo i durant els seus anys d'estudiant va col·laborar a Revista Critica de Historia y Literatura, Boletín de la Institución Libre de Enseñanza i La España Moderna. Va tenir com a professors Leopoldo Alas Clarín, Adolfo Álvarez-Buylla y González-Alegre, Adolfo González Posada y Biesca i Rafael Altamira y Crevea, entre d'altres, que el van introduir en el krausisme. El 1899 es va doctorar en dret a la Universitat Complutense de Madrid amb la tesi La progresión científica del derecho penal. El 1901 la Universitat d'Oviedo el va pensionar perquè visités Europa i el 1908 la Junta d'Ampliació d'Estudis el becà per visitar Alemanya. Fruit de les seves experiencies fou Las Universidades populares (1908). En 1910 formà part del patronat de la Residencia de Estudiantes.
Milità políticament al Partido Reformista de Melquíades Álvarez, amb el que fou elegit diputat per Villalpando (província de Zamora) a les eleccions generals espanyoles de 1914 i 1916 i pel de Tinéu a les de 1923. També treballà a l'Instituto de Reformas Sociales i el 1923 fou breument subsecretari d'Hisenda amb José Manuel Pedregal y Sánchez-Calvo. Durant la dictadura de Primo de Rivera i la Segona República Espanyola va continuar com a cap del Servei de Cultura Social del Ministeri de Treball, i el 1926 va ingressar a la Reial Acadèmia de Ciències Morals i Polítiques.

## Obres
- Instituciones Industriales
- Las Universidades populares (1908)
- La Asamblea de Lugano
- La fundación de González-Allende de Toro
- Programa de Principios de Derecho corporativo
- Los mandatos internacionales de la Sociedad de Naciones
- Las oficinas de colocación, principalmente en Alemania
- Programa de Nociones de Economía política y política social